# Mezquita
Katedra  Wniebowzięcia Najświętszej Marii Panny w Kordobie – wcześniej wielki Meczet w Kordobie, zwany po hiszpańsku La Mezquita, pochodzący z VIII w., lecz wielokrotnie przebudowywany, służy obecnie za katedrę rzymskokatolicką diecezji Córdoba w Hiszpanii. Z kolei Wielki Meczet stanął na miejscu kościoła wzniesionego przez Wizygotów panujących tu przed najazdem arabskim na Półwysep Iberyjski. La Mezquita jest jednym z najbardziej znanych meczetów na świecie, głównie dzięki słynnej sali z lasem kolumn. Po rekonkwiście Hiszpanie postawili na środku meczetu katedrę gotycką. Jest największym byłym meczetem w Europie, jego powierzchnia to ok. 23 000 m².

## Rozbudowa meczetu – zarys dziejów

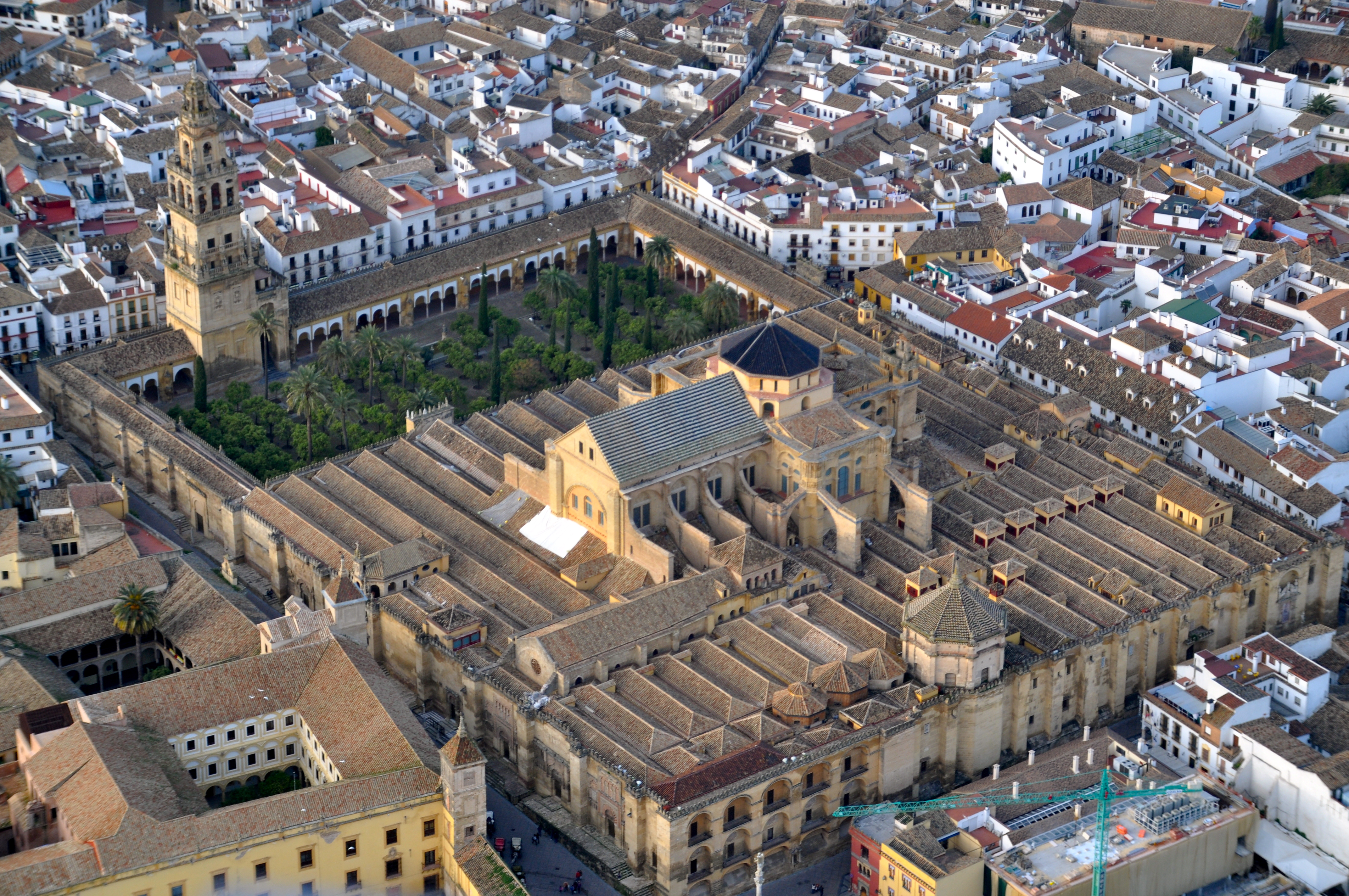
Widok ogólny

Budowę obiektu rozpoczęto ok. 600, za panowania Wizygotów, jako kościół pw. św. Wincentego. Kościół ów odkupił od chrześcijan w latach 784–785 emir Kordoby z dynastii Umajjadów, Abd ar-Rahman I (756–788) i wybudował na jego miejscu meczet. Meczet przylegał do pałacu emira Kordoby. Pierwszy budynek na planie kwadratu o boku 70 m i powierzchni całkowitej 5000 m², składający się z prostokątnej, poprzecznie usytuowanej sali modlitw oraz takiego samego kształtu dziedzińca. Sala kolumnowa zawierała 110 kolumn pochodzących ze starożytności i okresu panowania Wizygotów, zgrupowanych w 7 naw (ar. ‘riwak’). Niektórzy są zdania, że mihrab meczetu nie wyznacza dokładnego kierunku kibli, ponieważ budynek wystawiono na fundamentach z okresu rzymskiego i wizygockiego. Inni wysuwają tezę, że kibla kordobańska w koncepcji Abd ar-Rahmana I miała odpowiadać dokładnie „kibli” damasceńskiej – tak jakby nie doszło do upadku i rzezi Umajjadów w 750, i jakby jedyny ocalały ich przedstawiciel nie uciekł z Syrii do Andaluzji. Za panowania Abd ar-Rahmana II (822–852) dokonano w latach 832–848 poważnej rozbudowy: powiększono wnętrze dwukrotnie, liczbę kolumn do 200, ścianę kibli przesunięto na południowy wschód. Za Abd ar-Rahmana III (912–961) salę modlitw powiększono jeszcze bardziej, a na skraju dziedzińca ustawiono kwadratowy minaret wysokości 34 m. Za panowania Al-Hakama II (961–976) sala modlitw urosła do wymiarów 70 na 115 m, a liczba kolumn do 320. Liczne kolumnady, mihrab w kształcie ośmiokątnej kaplicy oraz 3 kopuły o sklepieniu krzyżowym, tak charakterystyczne dla budownictwa Umajjadów hiszpańskich, nadają budowli niepowtarzalnego charakteru. Po raz ostatni powiększono salę modlitw w latach 987–990 za Al-Mansura Ibn Abi Amira (znanego w Europie bardziej jako Almanzor), kadiego kalifa Hakama II (961–976) i wielkiego wezyra za kalifa Hiszama II (976–1013) dodano 8 naw i 224 kolumny od strony północno-wschodniej; Wielki Meczet liczył obecnie 544 kolumny, 18 filarów przy fasadzie i 44 filary wewnętrzne; pomieszczenie wewnętrzne liczyło 130 na 115 m.

## Architektura meczetu

### Las kolumn

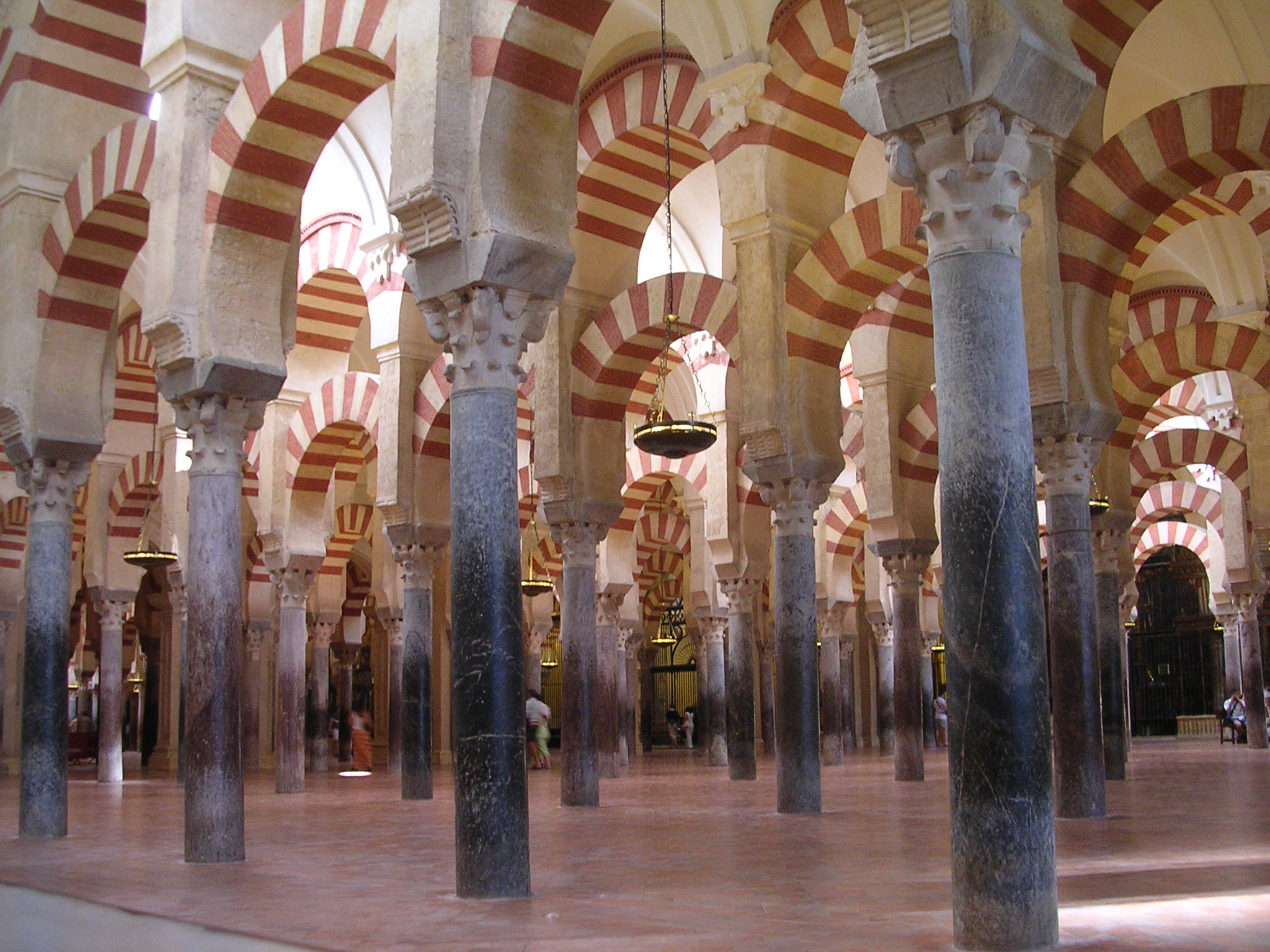
Las kolumn

W celu podwyższenia sklepienia w meczecie kordobańskim zastosowano dwukondygnacyjne arkady, których pomysł zapożyczono z akweduktów rzymskich w Méridzie i Segowii. W Wielkim Meczecie dolne arkady mają kształt podkowiasty, górne mają łuki okrągłe. Ponadto klińce łuków są na wzór bizantyński, na przemian w kolorze białym i czerwonym (arab. ‘ablak’), co nadaje wrażenie lekkości całej konstrukcji. Ów las kolumn zwieńczonych arkadami stwarza wrażenie obserwatorowi, iż wnętrze jest jeszcze większe niż w rzeczywistości. Dekoracje meczetu pochodzą z przebudowy dokonanej w 961 przez Hakama II i nawiązują do tradycji meczetów umajjadzkich w Jerozolimie i Damaszku.

### Maksura i mihrab
Maksura, swego rodzaju kaplica do użytku kalifa, porównywalna z punktu widzenia architektonicznego do ikonostasu, bowiem oddziela najświętsze miejsce od reszty sali modlitw, jest zagrodzona przez przeplecione wielolistne łuki. Kryje ona mihrab, niszę modlitewną, która w meczecie kordobańskim przybiera kształt ośmiokątnej kaplicy, ze sklepieniem w kształcie muszli, podtrzymywanym na 6 wielolistnych ślepych łuków na kolumienkach oraz z wejściem w kształcie podkowiastego łuku. Rozwiązania tego typu odnaleźć można w meczetach Karawijjin w Fezie (Maroko), meczetach piątkowych (wielkich) w Sewilli, Tilimsanie (Algieria) oraz meczecie na terenie El Palacio de la Aljafería w Saragossie. Klińce łuków przesłaniających mihrab od reszty wnętrza meczetu pokrywają zdobienia mozaikowe wyobrażające pędy winorośli na tle przemiennie złotym, niebieskim i czerwonym. Łuk mihrabu wkomponowano w czworokątne obramowanie (arab. al-fiz) ozdobione wykaligrafowanym w piśmie kufickim cytatem z Koranu, zapisanym złotymi literami na niebieskim tle. Reszta elementów sąsiadujących z mihrabem jest pokryta różnego rodzaju ornamentami – mamy tu do czynienia z charakterystycznym dla sztuki islamu horror vacui, dyktującym likwidację „pustych przestrzeni”.

## Katedra rzymskokatolicka
W 1236 Kordobę zajął Ferdynand III Święty król Kastylii (1217–1252) i przekształcił meczet w kościół. Z kolei jego syn i następca, Alfons X Mądry (1252–1284) wybudował na terenie meczetu kaplice Królewską i Villaviciosa. Henryk II (1369–1379) przebudował kaplicę. Cesarz Karol V (1519–1558) z kolei wzniósł na środku meczetu katedrę renesansową, pw. Wniebowzięcia Najświętszej Marii Panny. Dzięki temu meczetu nie zniszczono. Nad przebudową obiektu pracowano aż do końca XVIII w. Karol V powiedział o niej
"zniszczyliście coś, co było jedyne w swoim rodzaju i postawiliście coś, co można zobaczyć wszędzie".
Kordobańska mniejszość muzułmańska kilkakrotnie podejmowała próby uzyskania od hiszpańskich władz kościelnych zgody na oddanie jej części świątyni na modły. Jak dotąd Watykan nie zezwolił na takie rozwiązanie.

## Incydent z Wielkiej Środy 2010
W dniu 31 marca 2010 (Wielka Środa) grupa około stu aktywistów organizacji młodych muzułmanów z Austrii wtargnęła do świątyni pod pozorem zwiedzania. Na znak przywódcy rozpoczęli oni modły muzułmańskie. Ochrona obiektu przerwała to zdarzenie i (po pomocy policji oraz krótkich przepychankach) usunęła osoby z katedry. Dwóch ochroniarzy zostało rannych, a przy jednym z muzułmanów znaleziono nóż.

## Galeria

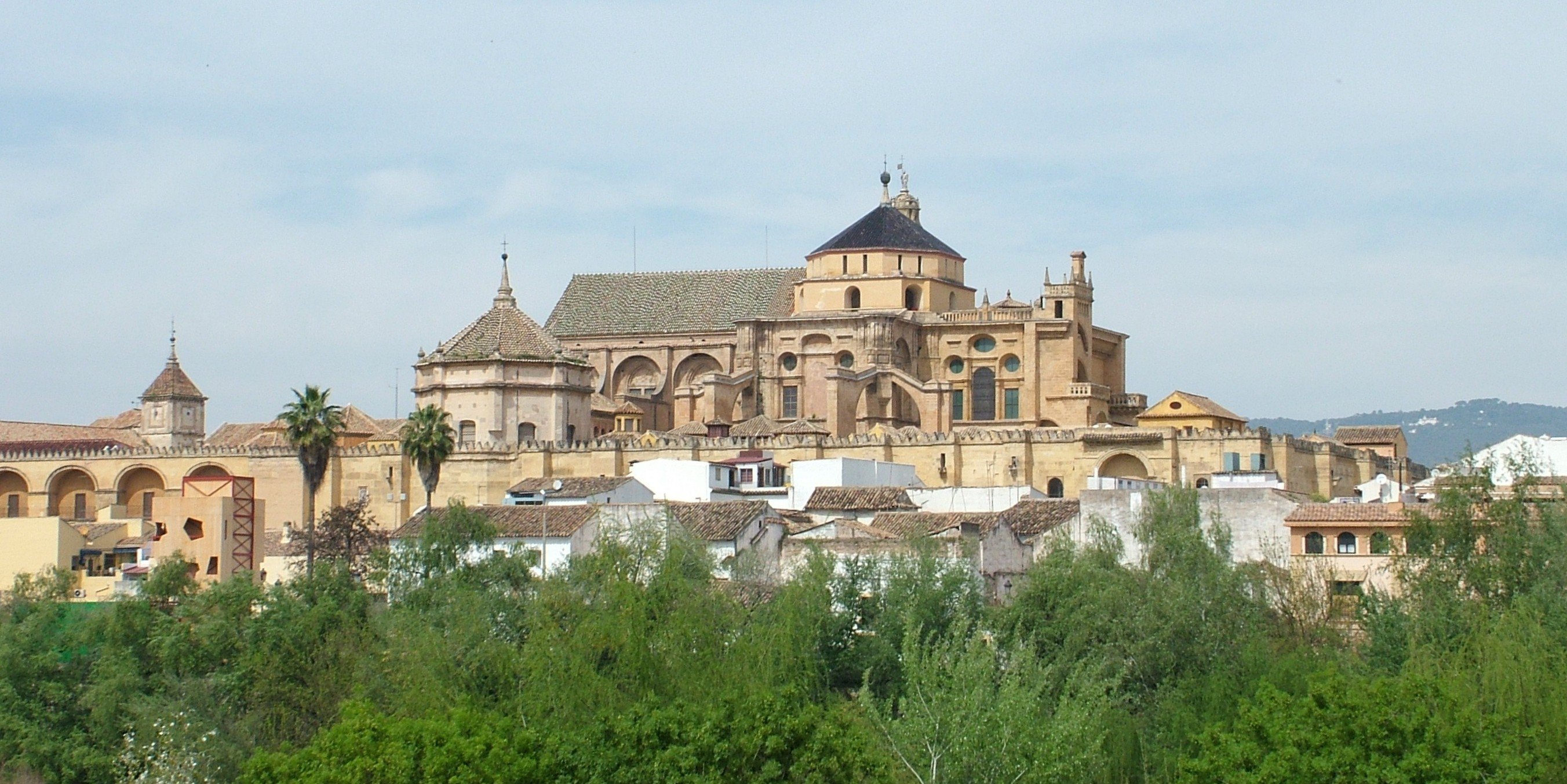
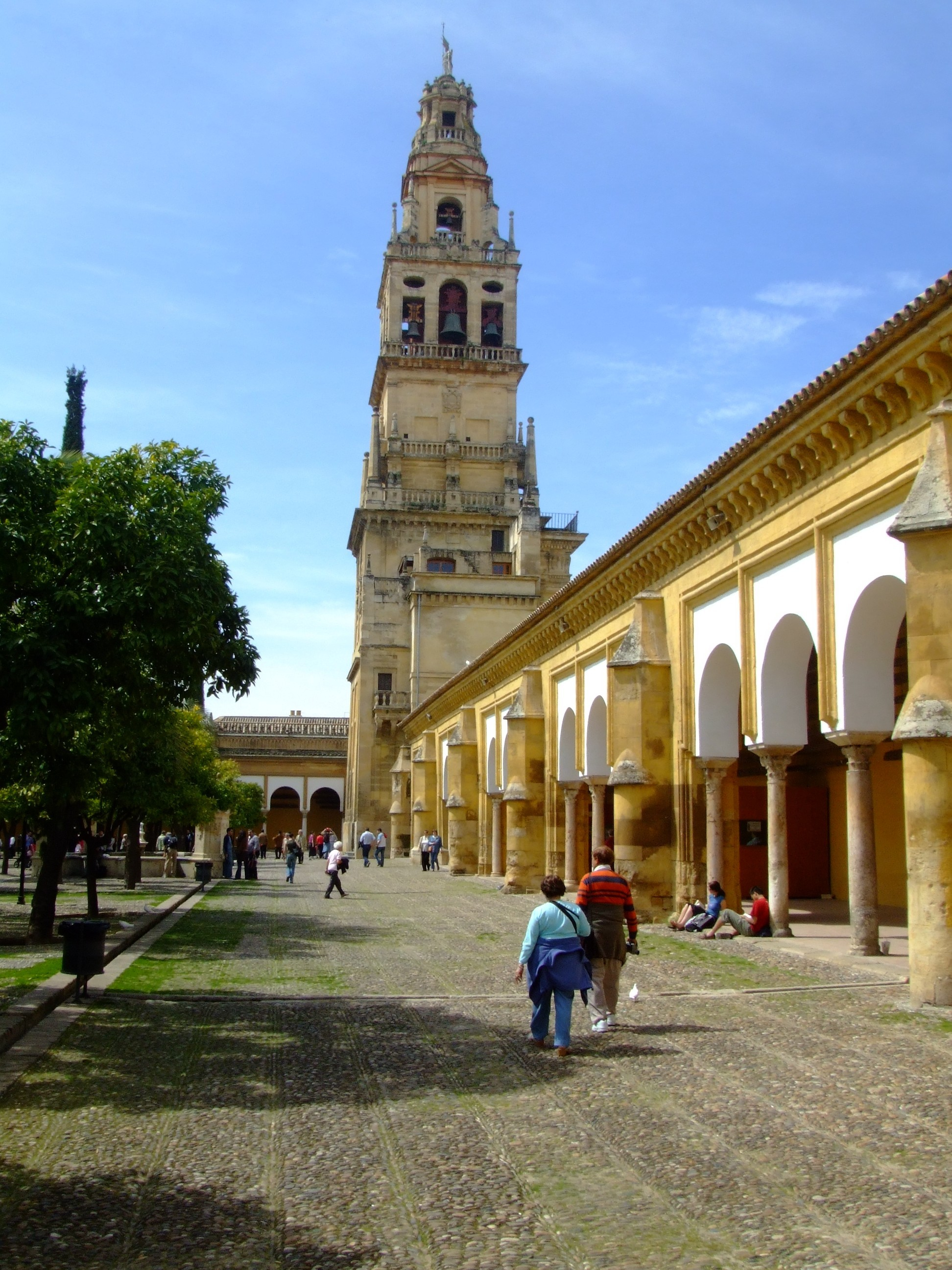
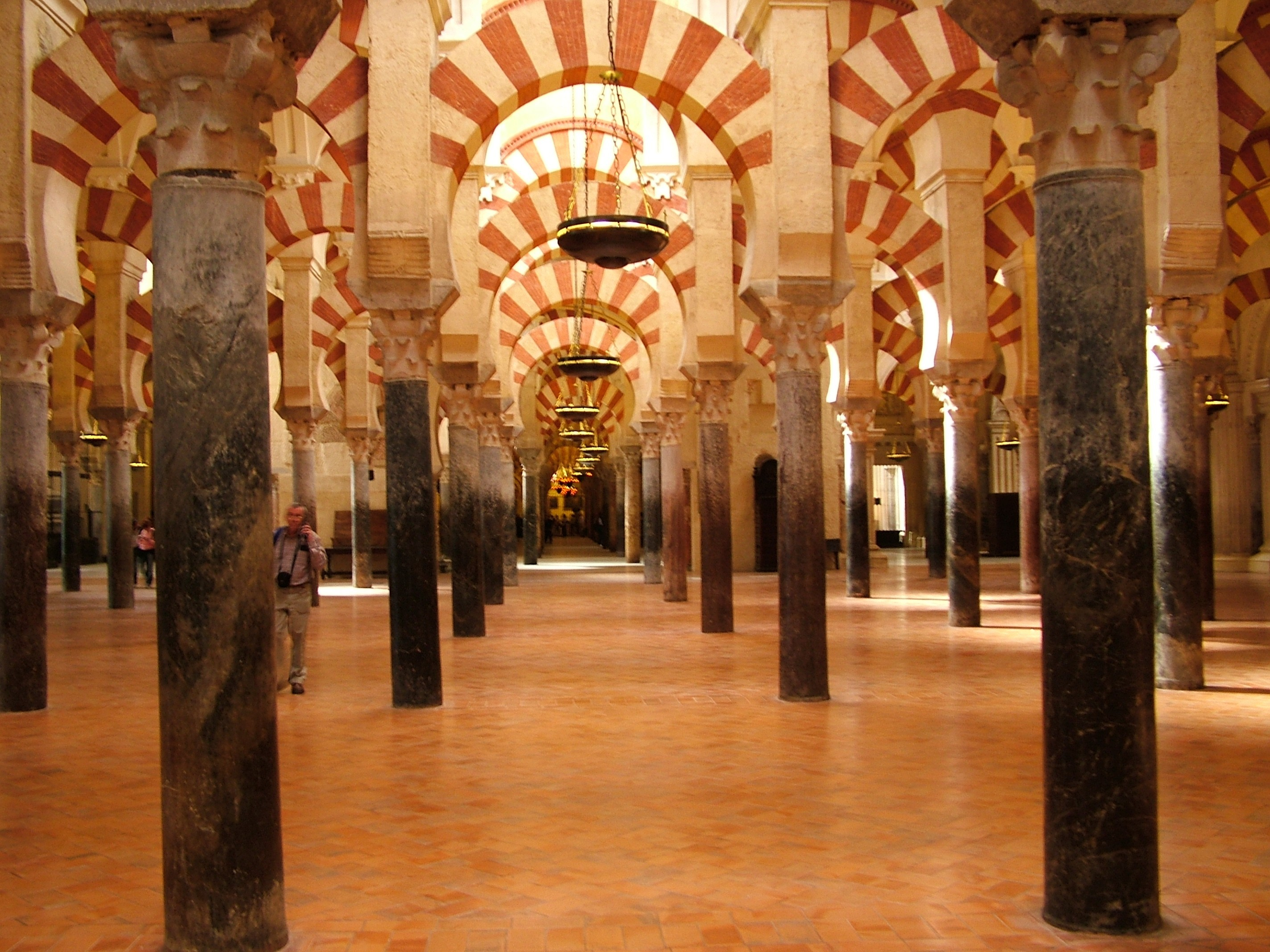
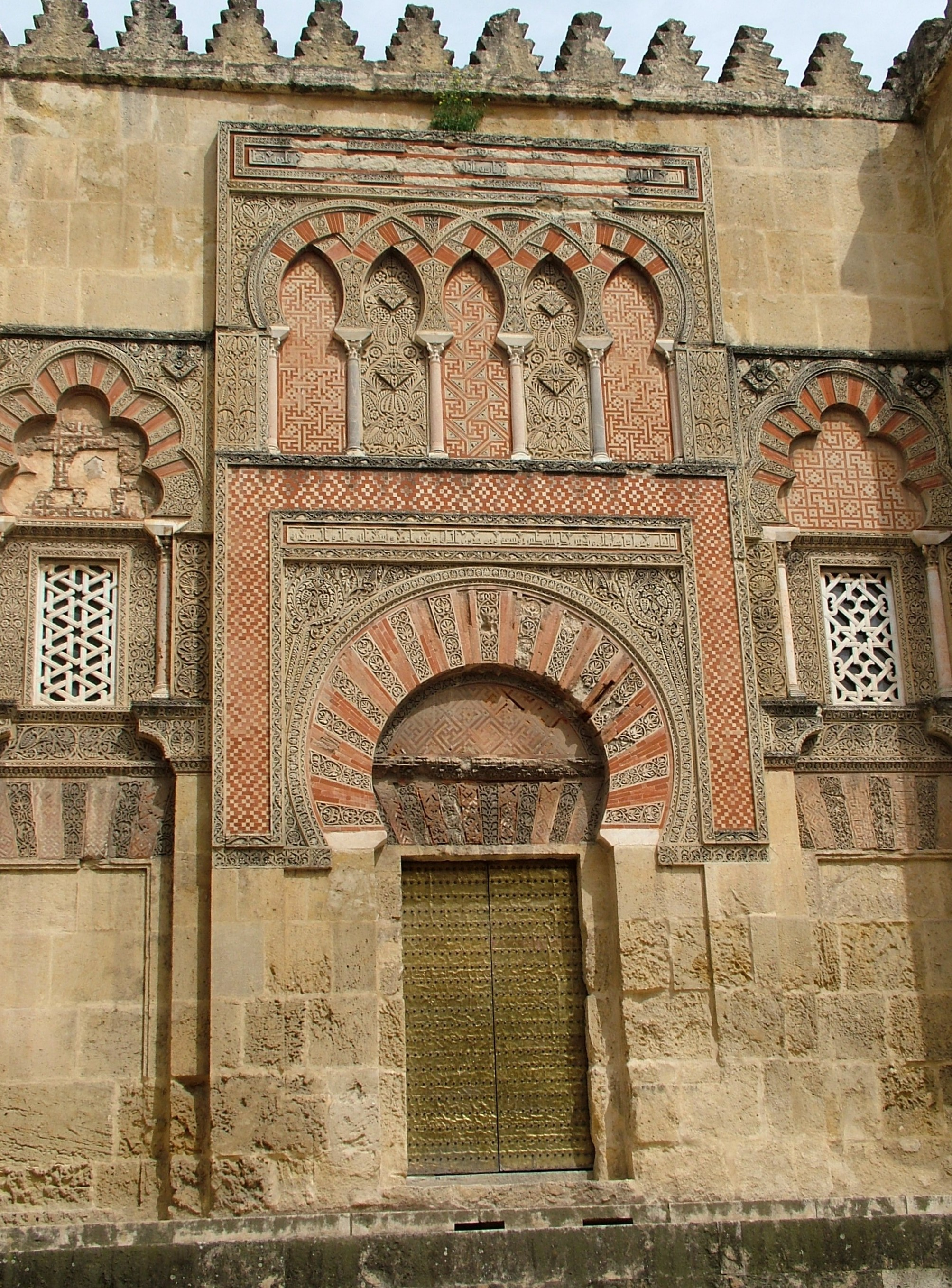
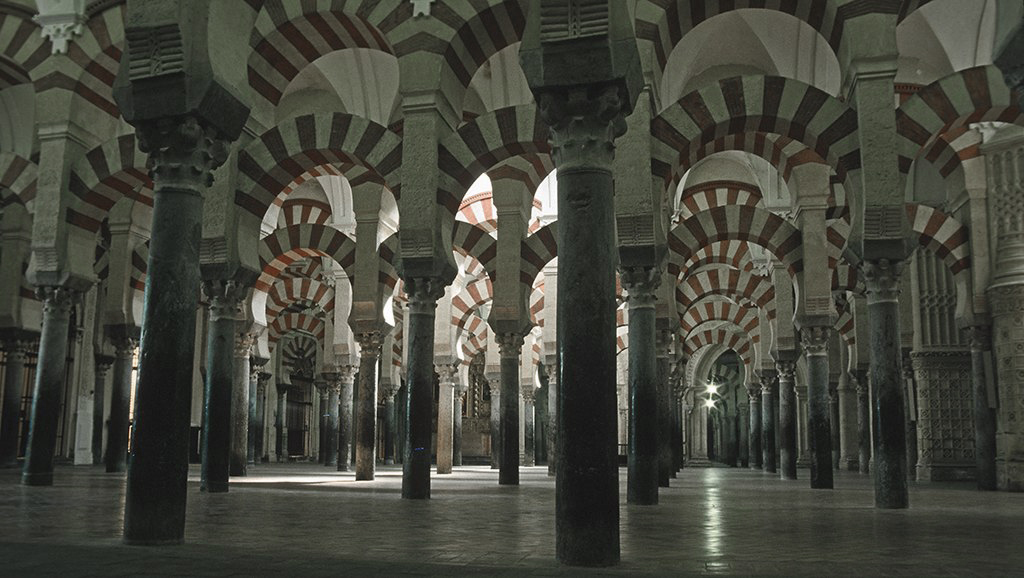
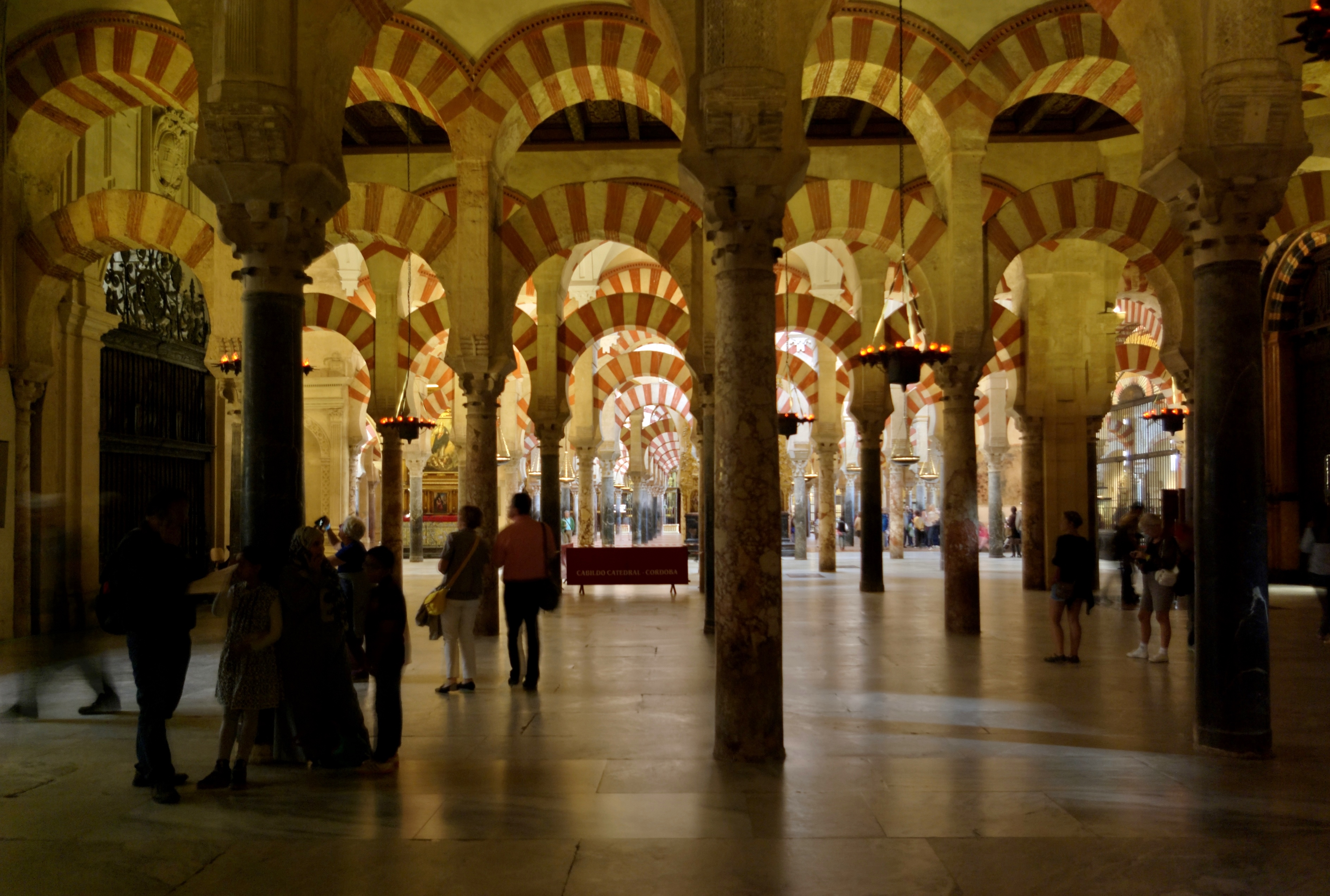
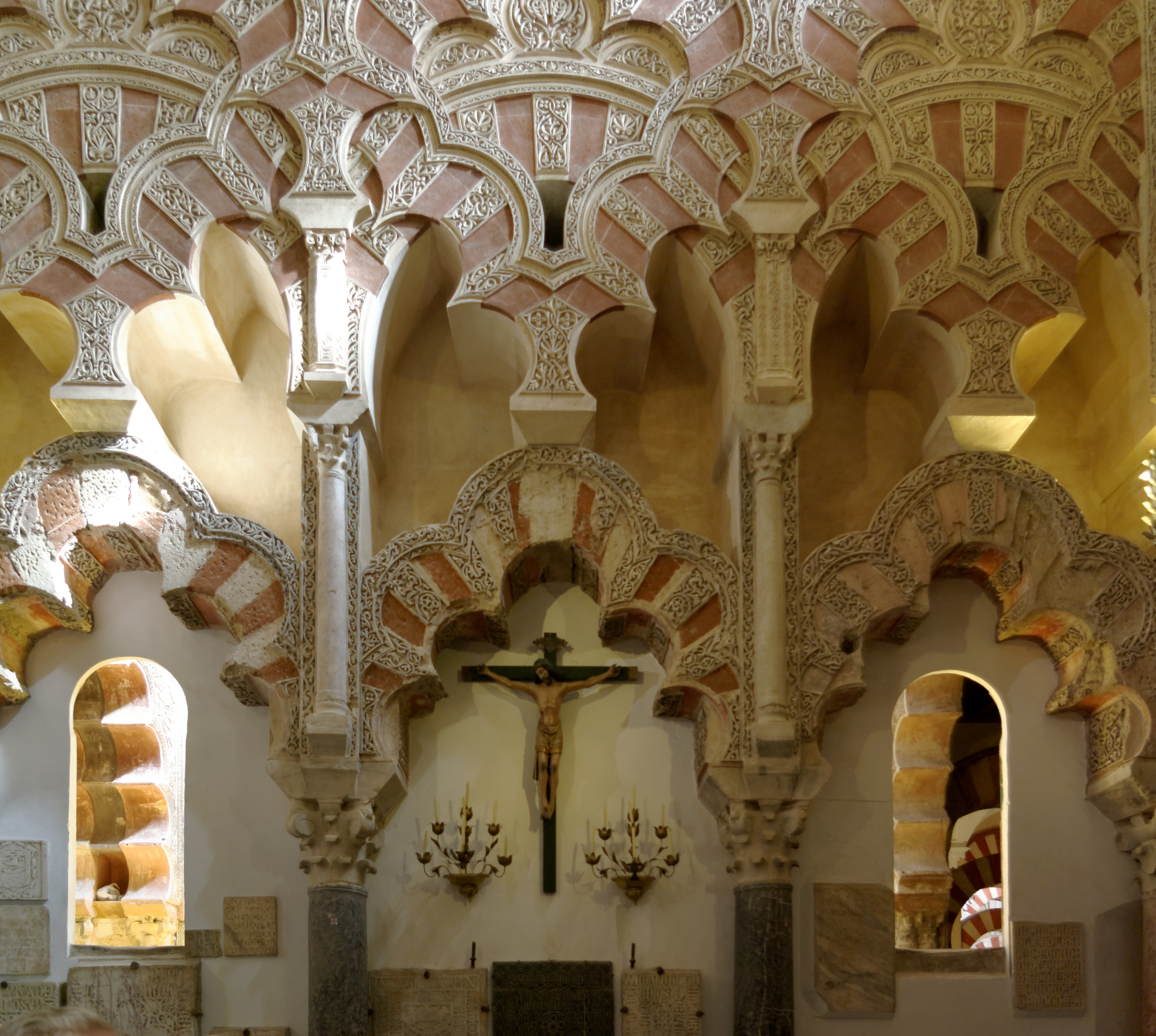
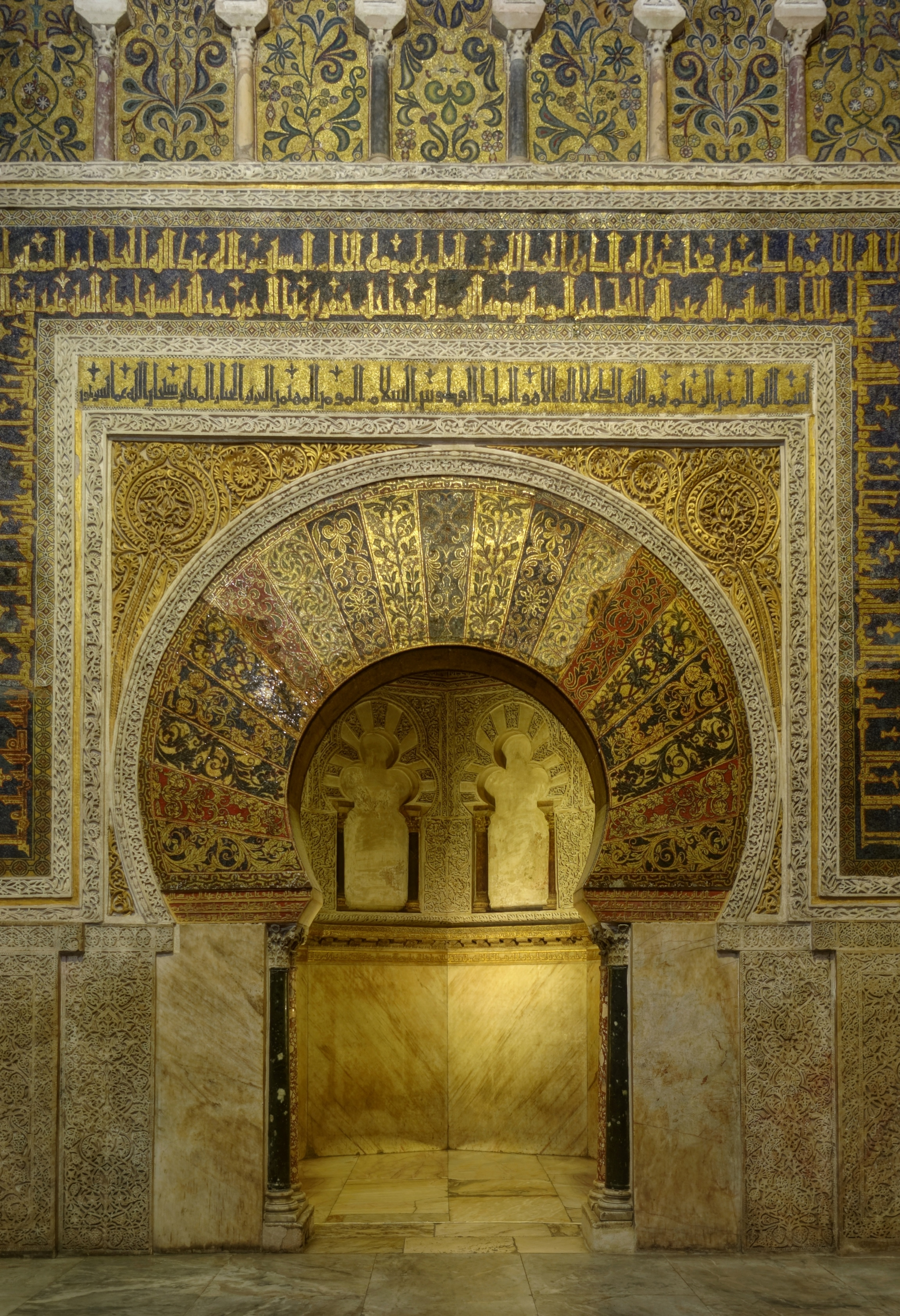
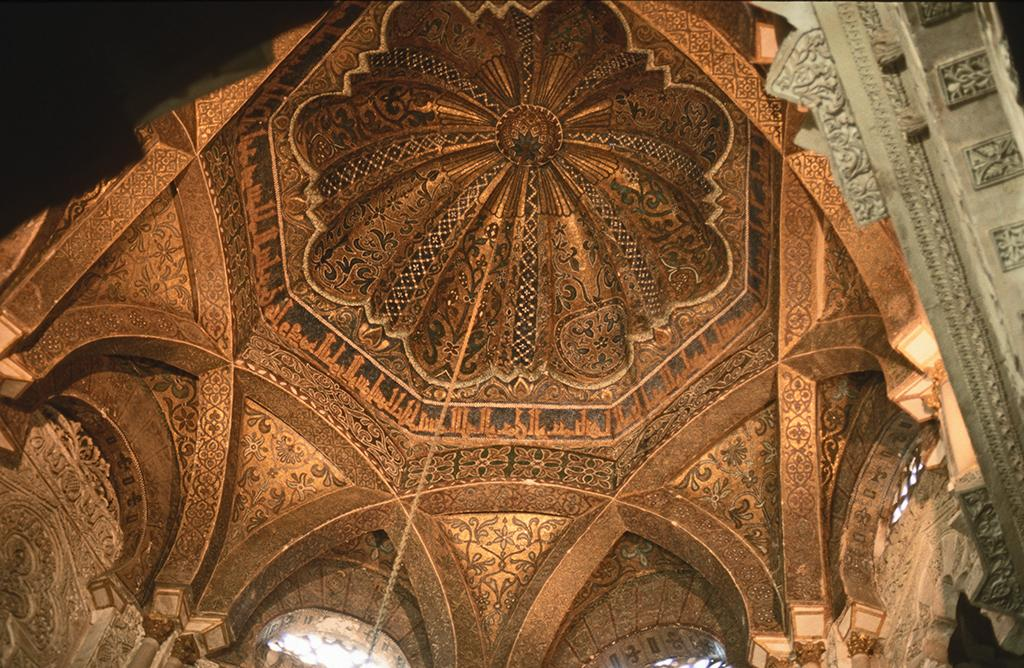
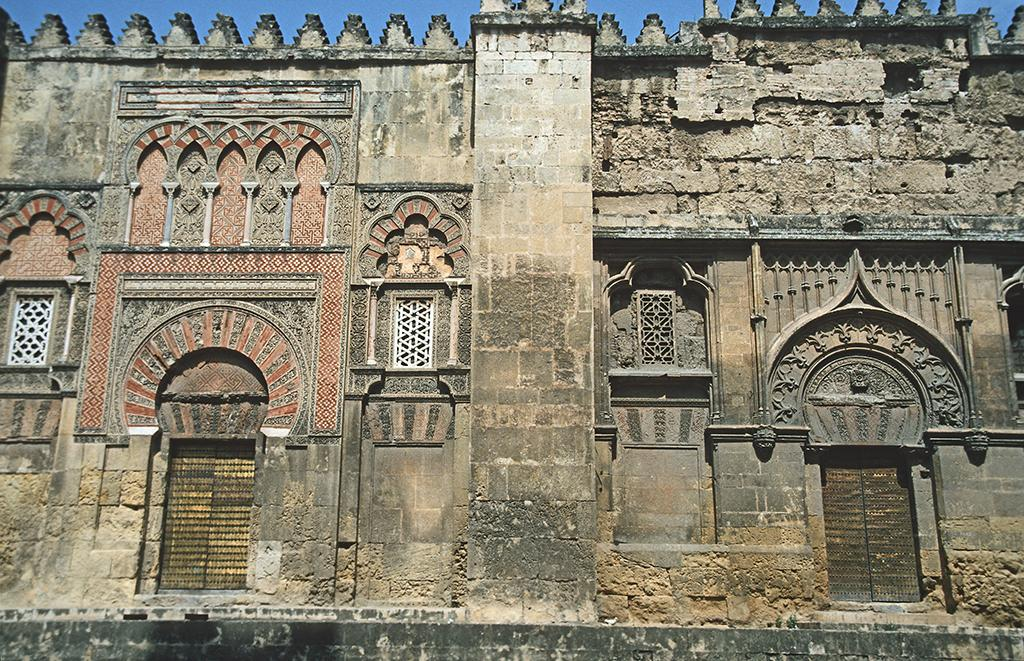
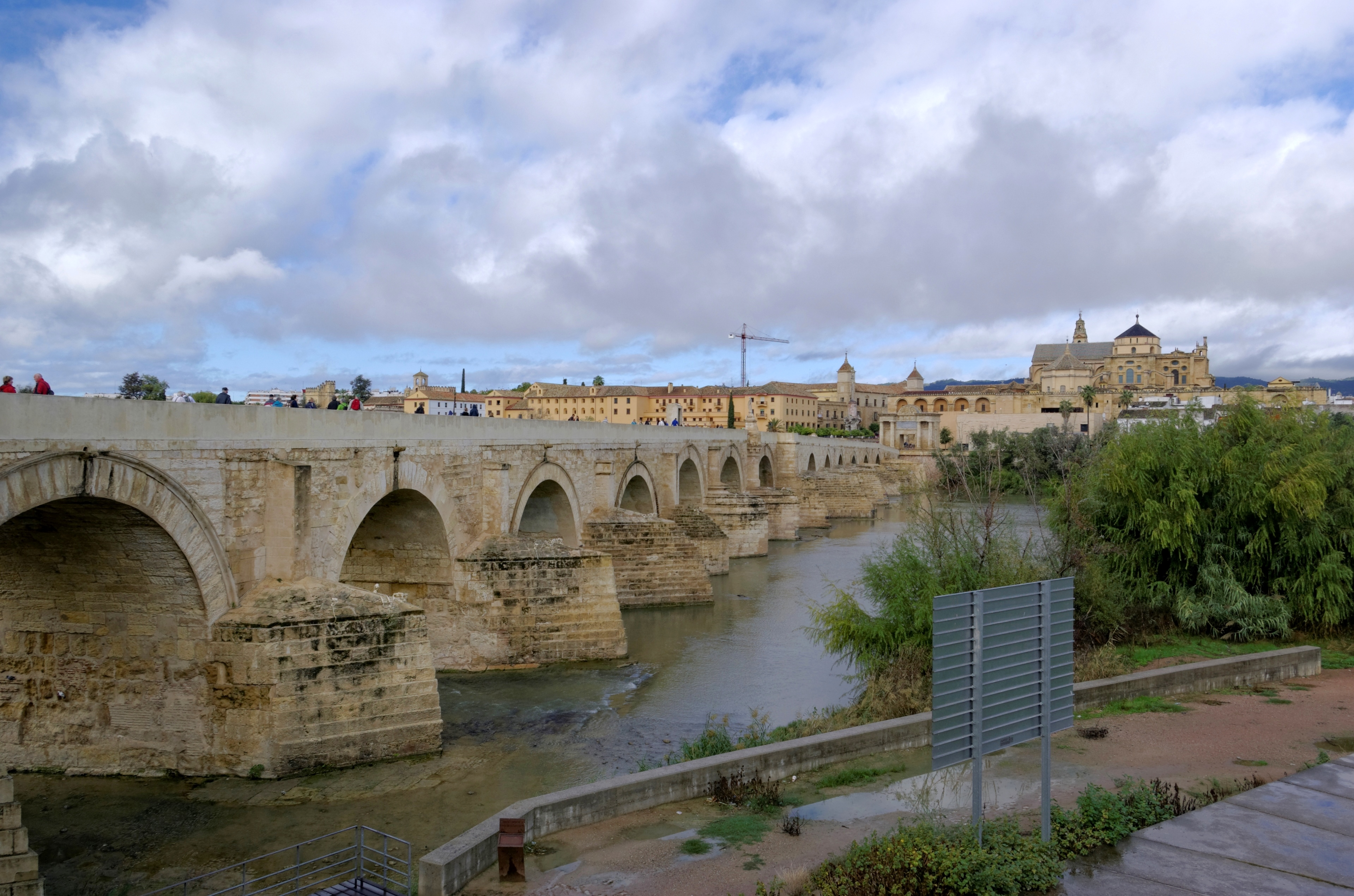
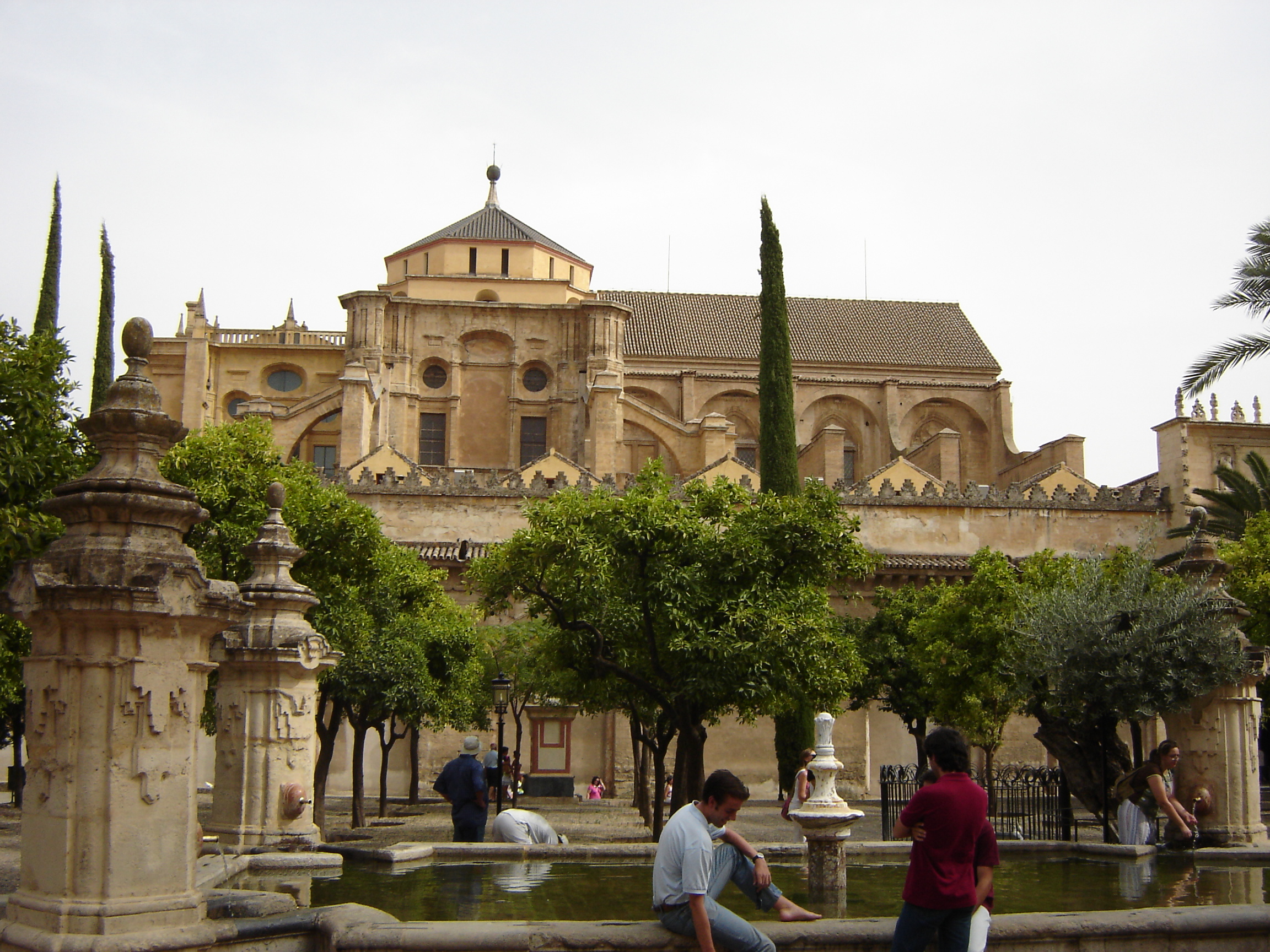